# Камил Бордеј
Детективка наредница Камил Бордеј је лик у криминалистичкој драмској телевизијској серији Смрт у рају кога тумачи Сара Мартинс.

## Опис
Као бивша истражитељка за тајне задатке, Бордејева је додељена Онореској полицији јер је њен тајни задатак пропао када је ухапшена током прве истраге инспектора Ричарда Пула. Била је најинтелигентнији детектив екипе после Пула, често радећи на рачунару. У почетку, она и Пул нису волели једно друго због сукоба култура. Временом је њихова веза постала блиско пријатељство и показивала је неке знаке романтике – када је накратко напустио Сент Мери, она је признала да му се много диви и да је била срећна када је одлучио да се врати. Његово убиство у почетним сценама 3. серијала ју је уништило и није била вољна да разговара са његовим наследником ДИ Хамфријем Гудменом, иако му се на крају зближила. Тада јој је понуђен посао на тајном задатку у Паризу у 4. епизоди 4. серијала и одлучила је да оде. Док је одлазила, пољубила је Хамфрија упркос томе што раније није изражавала романтична осећања према њему, иако је он гајио према њој.
Њена мајка Кетрин је власница популарне месне кафане. Њен отац Марлон Крофт, који живи на суседном острву Света Луција, поново се појављује у 5. епизоди 3. серијала, штитећи своју кумче која је била умешана у случај. Пошто је престала да сумња на њега, Камил је почела да се мири са њим.
У 6. епизоди 10. серијала, Камил се вратила на острво пошто ју је начелник Патерсон звао због тога што је њена мајка примљена у болницу пошто је била жртва напада који јој је оставио озбиљну трауму главе. Пошто је Флоренс у гостима пратила трагове у Енглеској, Камил се поново придружила екипи како би помогла у истрази злочина повезаног са нападом њене мајке. Успешно помаже екипи да реши случај и, пратећи савете који су јој дали након разговора са сећањем на инспектора Ричарда Пула, одлучује да проведе неколико недеља са Кетрин након њеног опоравка како би надокнадила што је није посећивала откако је напустила острво, након чега се вратила својој улози у Паризу.
У 9. епизоди 12. серијала, Кетрин објављује да је Камил трудна пошто се преселила са својим дечком Леом неколико месеци раније. А у 2. епизоди 13. серијала, она се појављује преко фејстајма када је тренутно била на порођају пре него што је Невилу дала неколико савета о његовом животу.
Бордејева је вредна и професионална и има јак осећај за правду. У прва два серијала она је била сушта супротност Пулу, па и у облачењу. Мајкл Хоган из Чувара указао је да је Бордејева „премало обучена као што је Милер превише обучен, истражујући убиства у прслуку и шорцу“.